# Gare de Courcy - Brimont
Pour les articles homonymes, voir Courcy.
La gare de Courcy - Brimont est une gare ferroviaire française de la ligne de Reims à Laon, située sur le territoire de la commune de Courcy, à proximité de Brimont, dans le département de la Marne en région Grand Est. 
C'est une halte ferroviaire de la Société nationale des chemins de fer français (SNCF), desservie par des trains TER Grand Est.

## Situation ferroviaire
Établie à 79 m d'altitude, la gare de Courcy - Brimont est située au point kilométrique (PK) 8,443 de la ligne de Reims à Laon entre les gares de Reims et de Loivre.
Elle dépend de la région ferroviaire de Reims. Elle dispose de deux voies principales (V1 Est et V2 Est) et deux quais d'une « longueur continue maximale » (longueur utile) : de 195 m pour le quai 1 Est (VI Est) et 146 m pour le quai 2 Est (V2 Est).

## Histoire
Un petit bâtiment à deux étages de deux travées sous bâtière (halte de Type A) était en place avant la Première Guerre mondiale. Détruit par faits de guerre, il est remplacé par un BV type « reconstruction » là aussi de dimensions très modestes : un petit logement de fonction à étage et une aile d'une travée et demie.
Désormais fermé aux voyageurs, il est devenu une habitation privée.

## Fréquentation
Selon les estimations de la SNCF, la fréquentation annuelle de la gare figure dans le tableau ci-dessous.
| Année     | 2015   | 2016   | 2017   | 2018   | 2019   | 2020   | 2021   | 2022   | 2023   | 2024   |
| --------- | ------ | ------ | ------ | ------ | ------ | ------ | ------ | ------ | ------ | ------ |
| Voyageurs | 21 508 | 20 782 | 18 842 | 18 016 | 20 326 | 20 947 | 23 216 | 31 723 | 43 755 | 40 603 |

## Service des voyageurs

### Accueil
Halte SNCF, c'est un point d'arrêt non géré (PANG) à entrée libre.

### Desserte
Courcy - Brimont est desservie par des trains régionaux TER Grand Est, qui effectuent des missions entre les gares de Reims et de Laon.

### Intermodalité
Le parking des véhicules est possible à proximité de l'ancien bâtiment voyageurs.